# 페르티낙스
푸블리우스 헬비우스 페르티낙스(Publius Helvius Pertinax, 126년 8월 1일 - 193년 3월 28일)는 로마의 군사 지휘관 및 193년의 3개월 간 황좌를 차지한 로마의 황제이다. 콤모두스를 이어 황제의 자리에 올랐고, 이후 지속되는 혼란의 시기를 연 주인공들 중 한 명이다.
해방 노예의 아들로 태어나, 군대에 들어간 후 파르티아와의 전쟁에서 공을 세워 정치적, 군사적 거물로 떠올랐다. 이 공로로 인해 속주의 총독, 원로원 의원의 자리를 차지했다.
콤모두스의 죽음 이후, 그는 황제의 자리를 얻게 되었고 여러 안정화, 개혁 정책을 시도했으나 워낙 짧은 재위 기간 탓에 큰 성과를 거두지는 못했다. 이와 같은 개혁 정책으로는 근위대의 권력 제한이 들어있었는데, 이는 근위대의 반발을 불러와 결국 그가 암살되는 직접적인 원인이 되었다. 하지만 후에 황제의 자리에 오른 셉티미우스 세베루스의 명령으로 명예가 회복되고 황제로서의 권위를 인정받았다.

## 생애

### 어린 시절
페르티낙스는 이탈리아의 알바 폼페이아에서 해방 노예의 자식으로 태어났다. 이후 로마 군단에 입대하여 장교의 자리에 올랐다. 얼마 지나지 않아 파르티아와 전쟁이 일어났고, 페르티낙스는 전투에서 탁월한 능력을 발휘하여 고위직에 오르게 되었다. 이후 브리타니아, 다뉴브강(도나우강) 등지에서 활약을 세워 다키아 속주의 총독 자리에까지 올랐다.
마르쿠스 아우렐리우스의 재위 기간 동안, 그는 법정 공방에 휘말리게 되고 결국 좌천되게 된다. 하지만 다시 전쟁이 일어나자 중앙 정부는 다시 그를 불러 중임을 맡겼고, 다시 승진 가도를 걷게 된 페르티낙스는 모이시아·다키아·시리아를 관할하는 사령관으로 승진했다.
그러나 프라이펙투스 프라이토리오(근위대장)인 페렌니스가 상승가도를 달리는 동안 뒤에 황제가 된 셉티미우스 세베루스와 함께 콤모두스 황제의 총애를 잃었다.
콤모두스 황제의 치세가 끝날 무렵 그는 로마의 집정관이 되었고 세베루스는 도나우강 상류에서 군대를 지휘하고 있었다.
콤모두스가 192년 12월 31일 암살당하자 원로원은 새벽이 오기도 전에 회의를 열고 당시 제국의 장군인 페르티낙스를 황제로 선포했다. 그는 일반 경비뿐만 아니라 군사비의 지출도 억제하려 했으나 호응을 얻지 못했고 제위에 오른 지 채 3개월도 못 되어 근위대장 레토가 이끄는 군인들에게 암살당했다.
뒤이어 같은 해에 황제의 자리에 오른 셉티미우스 세베루스는 칙령을 내려 피살당한 통치자를 기리는 성스러운 장소를 마련하고 거기에 페르티낙스의 이름을 붙였다.

## 같이 보기
- 로마 황제 연대표

| 전임 콤모두스 | 제18대 로마 제국 황제 193년 | 후임 디디우스 율리아누스 |